# Scrittura epiolmeca

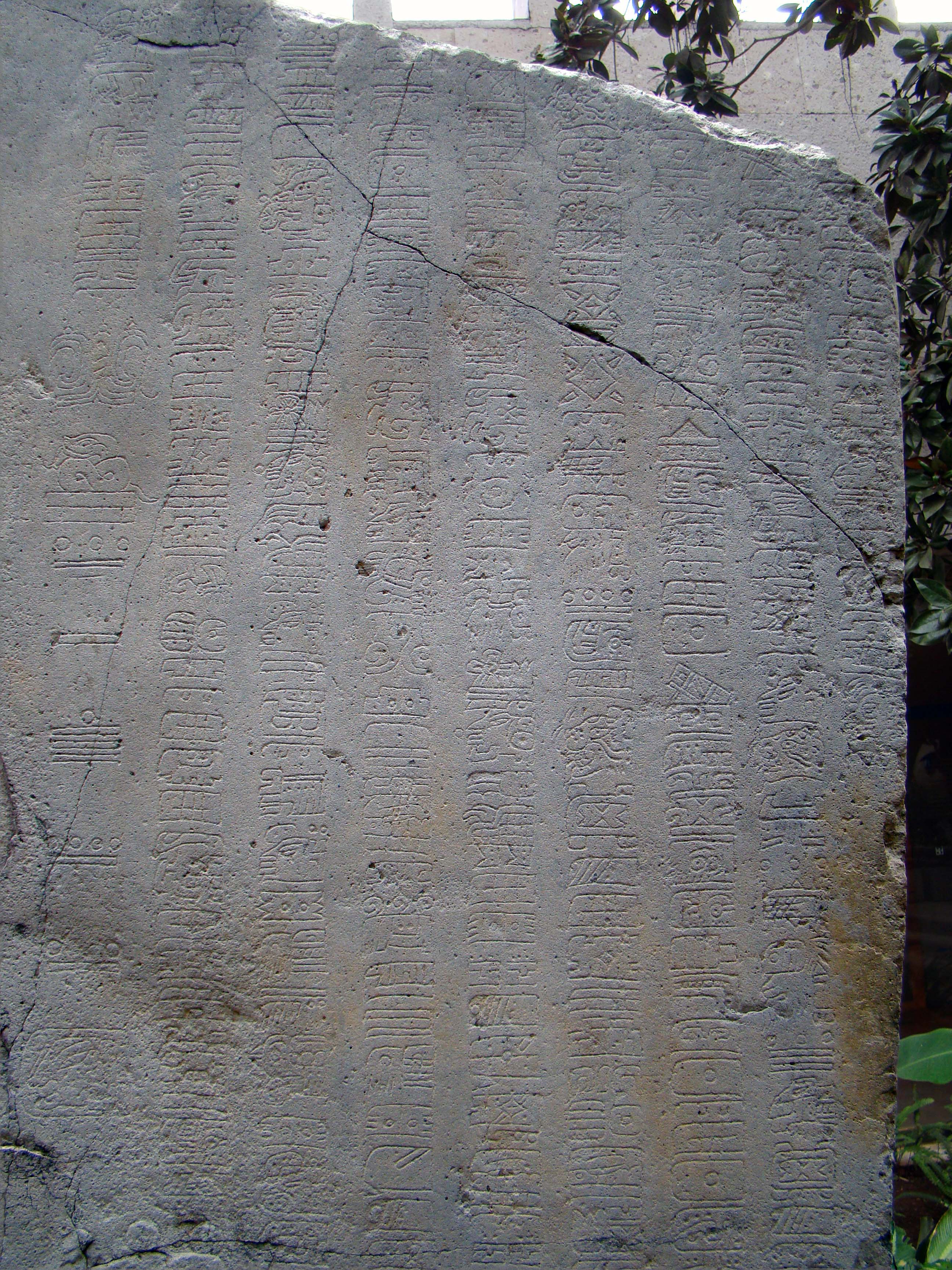
Dettaglio della stele 1 di La Mojarra con tre colonne di glifi. Le due colonne a destra sono glifi Istmiani. La colonna di sinistra rappresenta una data in lungo computo, la data è 8.5.16.9.9, corrispondente al 156 d.C.

La scrittura epiolmeca (post olmeca), nota anche come scrittura istmiana (poiché la maggior parte di esempi di questa scrittura sono stati scoperti nella zona dell'Istmo di Tehuantepec) è un sistema di scrittura mesoamericano molto antico, in uso nell'area dell'istmo di Tehuantepec dal 500 a.C. al 500 d.C., anche se c'è disaccordo su queste date. La scrittura epiolmeca è strutturalmente simile alla tarda scrittura maya, e come quella maya usa un insieme di caratteri che rappresentano logogrammi (o morfemi) ed un secondo insieme che rappresenta le sillabe.

## Testi ritrovati
I quattro più importanti testi in scrittura istmiana sono:
- Stele nº 1 di La Mojarra
- La statuetta di Tuxtla
- La stele C di Tres Zapotes
- Una maschera nello stile di Teotihuacan di provenienza sconosciuta ed attualmente in una collezione privata.

Altri testi:
- Alcuni glifi istmiani in quattro stele (la 5, la 6, la 8 e, probabilmente, la 15) gravemente danneggiate, provenienti da Cerro de las Mesas.
- Approssimativamente 23 glifi della maschera O'Boyle, un manufatto di argilla ora in una collezione privata, di provenienza ignota.
- Un piccolo numero di glifi in un frammento di ceramica di Chiapa de Corzo. Questo coccio è considerato l'esempio più antico di scrittura istmiana conosciuto: 450-300 a.C.[2]

## Decifrazione
In uno scritto del 1993, John Justeson e Terrence Kaufman proposero una decifrazione parziale del testo in scrittura epiolmeica della stele di La Mojarra, suggerendo che la lingua era un antico membro delle lingue zoque. Nel 1997, gli stessi pubblicarono un secondo documento relativo alla scrittura epiolmeca, in cui  sostenevano che una nuova sezione di testo scoperta sulla stele aveva ceduto facilmente alla decifrazione grazie al sistema stabilito in precedenza. Per questi lavori, nel 2003 hanno fatto vincere ai due autori la Guggenheim Fellowship.
L'anno successivo, tuttavia, la loro interpretazione dei testi di La Mojarra venne messa in dubbio da Stephen D. Houston e Michael D. Coe, che avevano tentato, senza successo, di applicare il metodo Justeson-Kaufman al testo istmiano sul retro della, fino ad allora sconosciuta, maschera in stile Teotihuacan.
La questione è ancora in discussione. In Lost Languages (2008) Andrew Robinson riassume le diverse posizioni così: